# Leucopogon trichostylus
Leucopogon trichostylus är en ljungväxtart som beskrevs av J.M. Powell. Leucopogon trichostylus ingår i släktet Leucopogon och familjen ljungväxter. Inga underarter finns listade i Catalogue of Life.